# آنتونی وبر
آنتونی وبر (انگلیسی: Anthony Weber؛ زادهٔ ۱۱ ژوئن ۱۹۸۷) بازیکن فوتبال اهل فرانسه است.
از باشگاه‌هایی که در آن بازی کرده‌است می‌توان به باشگاه فوتبال استراسبورگ، باشگاه فوتبال استاد رنس، باشگاه فوتبال پاریس اف سی، و باشگاه فوتبال آنژه اشاره کرد.